# Münchfeldstadion
Das Münchfeldstadion  ist ein Fußballstadion in Rastatt, Baden-Württemberg, und beheimatet den Fußball-Kreisligisten FC Rastatt 04. Es bietet etwa 15.000 Plätze, davon 700 überdachte Sitzplätze.

## Lage
Das Münchfeldstadion wurde 1962 erbaut und befindet sich an der Bundesstraße 3 an der Stadtgrenze Rastatts in Richtung Baden-Baden sowie ca. 600 m entfernt von der neuen Autobahnausfahrt Rastatt Süd in Richtung Rastatt.

## Stadion
Die überdachte Sitzplatztribüne fasst ca. 700 Besucher. Die Kurven des Stadions bestehen nur aus Rasenwällen, auf der Haupt- und Gegengeraden sind Stehplätze zementiert.  Die Tribüne wurde 2003 generalüberholt. Des Weiteren gehören noch ein Clubhaus sowie 2 weitere Fußballfelder zum Münchfeldstadion.

## FC Rastatt 04
Im Münchfeldstadion spielt der FC Rastatt 04, welcher Gründungsmitglied der Oberliga Baden-Württemberg ist. Die Mannschaft wurde bis 2013 vom ehemaligen Profi Harald Heck trainiert. Der FC Rastatt spielt in der Saison 2025/26 in der Bezirksliga Baden-Baden.

## Große Namen im Münchfeldstadion
Der ehemalige Bundestrainer Sepp Herberger besuchte Anfang der 1960er Jahre anlässlich eines Aufstiegsspiels das Münchfeldstadion.
Das Münchfeldstadion war auch immer wieder Schauplatz verschiedener Testspiele u. a. gegen den 1. FC Kaiserslautern oder den Karlsruher SC.
Zahlreiche ehemalige Profis trugen zudem bereits das Trikot des FC Rastatt 04 u. a. Valentin Herr.

## Große Spiele im Münchfeldstadion
Bestbesuchtes Spiel bisher war das Entscheidungsspiel um den Aufstieg in die 2. Liga zwischen dem SV Waldhof Mannheim und der SpVgg 07 Ludwigsburg 1973 mit 17.000 Zuschauern. Bestbesuchtes Spiel des FC Rastatt 04 war das Aufstiegsspiel zur 2. Liga gegen Waldhof Mannheim mit 12.000 Zuschauern. In der Oberliga Baden-Württemberg kamen zu den Spielen gegen die Rivalen aus Kuppenheim und Offenburg oftmals zwischen 3.000 und 6.000 Zuschauer. In der Saison 2006/07 kamen durchschnittlich knapp 400 Zuschauer zu den Heimspielen in der Landesliga Südbaden.